# Louis Hazard
Louis Hazard (Charleroi, 21 juli 1994) is een Belgisch basketballer.

## Carrière
Hazard speelde in de jeugd van Mont-sur-Marchienne en CEP Fleurus. Bij deze laatste speelde hij mee in de eerste ploeg in de tweede klasse. In 2014 maakte hij de overstap naar eersteklasser RBC Pepinster waar hij twee seizoenen speelde. In 2016 ging hij spelen voor Liège Basket waar hij twee seizoenen als starter doorbracht. In 2018 zette hij een stap terug naar tweedeklasser Melco Ieper waar hij opnieuw twee seizoenen speelde, in zijn laatste seizoen werd hij topschutter.
In 2020 kreeg hij opnieuw een kans op het hoogste niveau en tekende een contract bij Phoenix Brussels. In zijn eerste seizoen bij Brussels speelde hij 26 wedstrijden voor de club met een gemiddelde van 9,7 punten, 4 rebounds en 2,4 assists per wedstrijd. In maart 2021 verlengde hij zijn contract bij de club voor drie jaar. In het seizoen 2021/22 zette hij deze resultaten door in 28 wedstrijden. Hij verlengde in 2025 zijn contract met twee jaar in Brussel.

## Erelijst
- Topschutter tweede klasse: 2020